# Herb Grójca
Herb Grójca – jeden z symboli miasta Grójec i gminy Grójec w postaci herbu. Wizerunek herbu pochodzi z XVIII wieku.

## Wygląd
Herb przedstawia w błękitnym polu srebrną bramę forteczną w ceglanym murze, na którym trzy blankowane baszty z trzema otworami strzelniczymi każda (otwory w układzie dwa nad jednym) i czerwonymi, spiczastymi daszkami. W prześwicie bramy kroczący rycerz w srebrnej zbroi, z mieczem uniesionym w prawej ręce.